# Copa Mundial de Clubes de la FIFA 2016
La Copa Mundial de Clubes de la FIFA 2016 fue la 13.ª edición del torneo de fútbol. El evento fue disputado en Japón por los campeones de las distintas confederaciones más el campeón local, por ser país organizador.
En marzo de 2016, se acordó que la competición sería parte de la prueba de la IFAB para permitir una cuarta sustitución a efectuarse durante la prórroga. Además, se introdujo el árbitro asistente de video.
El campeón fue el Real Madrid, que venció en tiempo suplementario al local Kashima Antlers en la final por 4 a 2, siendo este último el primer equipo asiático en jugar la final en la Copa Mundial de Clubes de la FIFA.

## Sedes
Japón e India expresaron su interés por organizar tanto ésta como la edición 2015. Sin embargo, los indios retiraron su postulación en noviembre de 2014 y el 23 de abril de 2015 la FIFA confirmó a Japón como país organizador de las ediciones 2015 y 2016. El 9 de junio de 2016 la FIFA confirmó como sedes del torneo al estadio Internacional de Yokohama y al estadio de Fútbol de Suita en la prefectura de Osaka.
| Osaka                                                  | Osaka Yokohama | Yokohama                                     |
| ------------------------------------------------------ | -------------- | -------------------------------------------- |
| Estadio de Fútbol de Suita                             | Osaka Yokohama | Estadio Internacional                        |
| 34°48′41.04″N 135°32′27.24″E / 34.8114000, 135.5409000 | Osaka Yokohama | 35°30′35″N 139°36′20″E / 35.50972, 139.60556 |
| Capacidad: 39 694                                      | Osaka Yokohama | Capacidad: 71 822                            |
|                                                        | Osaka Yokohama |                                              |

## Clubes clasificados
Los equipos participantes se clasificaron a lo largo del año a través de las seis mayores competiciones continentales y la primera división del país anfitrión. En cursiva, los equipos debutantes en la competición.
| Confederación                 | Equipo                 | Vía de clasificación                                     |
| ----------------------------- | ---------------------- | -------------------------------------------------------- |
| Europa                        | Real Madrid            | Campeón de la Liga de Campeones de la UEFA (2015-16)     |
| América del Sur               | Atlético Nacional      | Campeón de la Copa Libertadores de América (2016)        |
| Norte, Centroamérica y Caribe | América                | Campeón de la Liga de Campeones de la Concacaf (2015-16) |
| Asia                          | Jeonbuk Hyundai Motors | Campeón de la Liga de Campeones de la AFC (2016)         |
| África                        | Mamelodi Sundowns      | Campeón de la Liga de Campeones de la CAF (2016)         |
| Oceanía                       | Auckland City          | Campeón de la Liga de Campeones de la OFC (2016)         |
| País organizador Japón        | Kashima Antlers        | Campeón de la J1 League (2016)                           |

## Árbitros
Los árbitros designados son los siguientes:
| AFC - Nawaf Shukralla - Yaser Tulefat (asistente) - Taleb Al Marri (asistente) - Ravshan Irmatov (VAR) Concacaf - Roberto García - José Luis Camargo (asistente) - Alberto Morin (asistente) - Mark Geiger (VAR) Conmebol - Enrique Cáceres - Eduardo Cardozo (asistente) - Juan Zorrilla (asistente) - Andrés Cunha (VAR) CAF - Janny Sikazwe - Jerson dos Santos (asistente) - Marwa Range (asistente) - Bakary Gassama (VAR) OFC - Abdelkader Zitouni - Philippe Revel (asistente) - Nick Waldron (VAR) UEFA - Viktor Kassai - György Ring (asistente) - Vencel Toth (asistente) - Damir Skomina (VAR) - Danny Makkelie (VAR) |

## Calendario y resultados
El calendario del torneo, junto con el emblema, se dieron a conocer el 15 de julio de 2016. El 21 de septiembre en la sede de la FIFA en Zúrich, Suiza, se sortearon los enfrentamientos de los tres equipos que ingresaron a la segunda ronda.

### Cuadro de desarrollo
|  | Primera ronda              | Primera ronda           |                            |                    | Segunda ronda           | Segunda ronda           |               |               | Semifinales | Semifinales |  |  | Final                      | Final                      |
|  | 8 de diciembre – Yokohama  |                         |                            |                    |                         |                         |               |               |             |             |  |  |                            |                            |
|  | Kashima Antlers            | 2                       |                            |                    | 11 de diciembre – Osaka | 11 de diciembre – Osaka |               |               |             |             |  |  |                            |                            |
|  | Kashima Antlers            | 2                       |                            |                    | 11 de diciembre – Osaka | 11 de diciembre – Osaka |               |               |             |             |  |  |                            |                            |
|  | Auckland City              | 1                       |                            |                    | Mamelodi Sundowns       | 0                       |               |               |             |             |  |  |                            |                            |
|  | Auckland City              | 1                       | 14 de diciembre – Osaka    |                    | Mamelodi Sundowns       | 0                       |               |               |             |             |  |  |                            |                            |
|  |                            |                         |                            |                    | Kashima Antlers         | 2                       |               |               |             |             |  |  |                            |                            |
|  | Atlético Nacional          | 0                       |                            |                    | Kashima Antlers         | 2                       |               |               |             |             |  |  |                            |                            |
|  | Atlético Nacional          | 0                       |                            |                    |                         |                         |               |               |             |             |  |  |                            |                            |
|  |                            |                         | Kashima Antlers            | 3                  |                         |                         |               |               |             |             |  |  |                            |                            |
|  |                            |                         | Kashima Antlers            | 3                  |                         |                         |               |               |             |             |  |  |                            |                            |
|  |                            |                         | 18 de diciembre – Yokohama |                    |                         |                         |               |               |             |             |  |  |                            |                            |
|  |                            |                         |                            |                    |                         |                         |               |               |             |             |  |  |                            |                            |
|  | Kashima Antlers            | 2                       |                            |                    |                         |                         |               |               |             |             |  |  |                            |                            |
|  | Kashima Antlers            | 2                       | 11 de diciembre – Osaka    |                    |                         |                         |               |               |             |             |  |  |                            |                            |
|  |                            | Real Madrid (t. s.)     | 4                          |                    |                         |                         |               |               |             |             |  |  |                            |                            |
|  |                            |                         | 4                          | Jeonbuk Hyundai M. | 1                       |                         |               |               |             |             |  |  |                            |                            |
|  | 15 de diciembre – Yokohama |                         |                            | Jeonbuk Hyundai M. | 1                       |                         |               |               |             |             |  |  |                            |                            |
|  |                            | América                 | 2                          |                    |                         |                         |               |               |             |             |  |  |                            |                            |
|  | América                    | América                 | 2                          | 0                  |                         |                         |               |               |             |             |  |  |                            |                            |
|  | América                    | Quinto puesto           | Quinto puesto              | 0                  |                         |                         | Tercer puesto | Tercer puesto |             |             |  |  |                            |                            |
|  |                            | Quinto puesto           | Quinto puesto              |                    | Real Madrid             | 2                       | Tercer puesto | Tercer puesto |             |             |  |  |                            |                            |
|  | Jeonbuk Hyundai M.         | 4                       | América                    | 2 (3)              | Real Madrid             | 2                       |               |               |             |             |  |  |                            |                            |
|  | Jeonbuk Hyundai M.         | 4                       | América                    | 2 (3)              |                         |                         |               |               |             |             |  |  |                            |                            |
|  | Mamelodi Sundowns          | 1                       | Atlético Nacional (p.)     | 2 (4)              |                         |                         |               |               |             |             |  |  |                            |                            |
|  | Mamelodi Sundowns          | 1                       | Atlético Nacional (p.)     | 2 (4)              |                         |                         |               |               |             |             |  |  |                            |                            |
|  | 14 de diciembre – Osaka    | 14 de diciembre – Osaka |                            |                    |                         |                         |               |               |             |             |  |  | 18 de diciembre – Yokohama | 18 de diciembre – Yokohama |

Notas
- Los horarios de los partidos corresponden al huso horario de Japón: (UTC+9).[16]

### Primera ronda
| 8 de diciembre de 2016 | Kashima Antlers            | 2:1 (0:0) | Auckland City | Estadio Internacional, Yokohama                           |                                                           |
| 19:30                  | Akasaki 67' · Kanazaki 88' | Reporte   | Dae-Wook 50'  | Asistencia: 17 667 espectadores Árbitro(s): Janny Sikazwe | Asistencia: 17 667 espectadores Árbitro(s): Janny Sikazwe |

### Segunda ronda
| 11 de diciembre de 2016 | Jeonbuk Hyundai Motors | 1:2 (1:0) | América         | Estadio de Fútbol de Suita, Osaka                         |                                                           |
| 16:00                   | Bo-kyung 23'           | Reporte   | Romero 58', 74' | Asistencia: 14 587 espectadores Árbitro(s): Viktor Kassai | Asistencia: 14 587 espectadores Árbitro(s): Viktor Kassai |

| 11 de diciembre de 2016 | Mamelodi Sundowns | 0:2 (0:0) | Kashima Antlers         | Estadio de Fútbol de Suita, Osaka                          |                                                            |
| 19:30                   |                   | Reporte   | Endo 63' · Kanazaki 88' | Asistencia: 21 702 espectadores Árbitro(s): Roberto García | Asistencia: 21 702 espectadores Árbitro(s): Roberto García |

### Quinto lugar
| 14 de diciembre de 2016                                                                                       | Jeonbuk Hyundai Motors                                             | 4:1 (3:0) | Mamelodi Sundowns | Estadio de Fútbol de Suita, Osaka                         |                                                           |
| 16:30 | Bo-kyung 18' · Jong-ho 29' · Nascimento 41' (a.g.) · Shin-wook 89' | Reporte   | Tau 48'           | Asistencia: 5938 espectadores Árbitro(s): Nawaf Shukralla | Asistencia: 5938 espectadores Árbitro(s): Nawaf Shukralla |
| El autogol de Ricardo Nascimento es el gol número 300 en la historia de la Copa Mundial de Clubes de la FIFA. |                                                                    |           |                   |                                                           |                                                           |

### Semifinales
| 14 de diciembre de 2016 | Atlético Nacional | 0:3 (0:1) | Kashima Antlers                        | Estadio de Fútbol de Suita, Osaka                         |                                                           |
| 19:30 |                   | Reporte   | Doi 33' (pen.) · Endo 83' · Suzuki 85' | Asistencia: 15 050 espectadores Árbitro(s): Viktor Kassai | Asistencia: 15 050 espectadores Árbitro(s): Viktor Kassai |
| Kashima Antlers se convirtió en el primer club de la AFC en clasificar a la final de la Copa Mundial de Clubes de la FIFA. |                   |           |                                        |                                                           |                                                           |

| 15 de diciembre de 2016 | América | 0:2 (0:1) | Real Madrid                   | Estadio Internacional, Yokohama                             |                                                             |
| 19:30                   |         | Reporte   | Benzema 45+2' · Ronaldo 90+3' | Asistencia: 50 117 espectadores Árbitro(s): Enrique Cáceres | Asistencia: 50 117 espectadores Árbitro(s): Enrique Cáceres |

### Tercer lugar
| 18 de diciembre de 2016 | América                                          | 2:2 (1:2) (3:4 p.)         | Atlético Nacional                             | Estadio Internacional, Yokohama                             |                                                             |
| 16:00                   | Arroyo 38' · Peralta 66' (pen.)                  | Reporte                    | Samudio 6' (a.g.) · Guerra 26'                | Asistencia: 44 625 espectadores Árbitro(s): Nawaf Shukralla | Asistencia: 44 625 espectadores Árbitro(s): Nawaf Shukralla |
|                         |                                                  | Tiros desde el punto penal |                                               |                                                             |                                                             |
|                         | Martínez · Samudio · Quintero · Peralta · Arroyo |                            | Mosquera · Nieto · Bocanegra · Torres · Borja |                                                             |                                                             |

## Final
| 1     | POR   | Keylor Navas      |      |
| 2     | DEF   | Dani Carvajal     |      |
| 5     | DEF   | Raphaël Varane    |      |
| 4     | DEF   | Sergio Ramos      | 108' |
| 12    | DEF   | Marcelo Vieira    |      |
| 14    | MED   | Carlos Casemiro   |      |
| 19    | MED   | Luka Modrić       | 106' |
| 8     | MED   | Toni Kroos        |      |
| 17    | DEL   | Lucas Vázquez     | 81'  |
| 9     | DEL   | Karim Benzema     |      |
| 7     | DEL   | Cristiano Ronaldo | 112' |
| D. T. | D. T. | Zinedine Zidane   |      |

| 21    | POR   | Hitoshi Sogahata |      |
| 22    | DEF   | Daigo Nishi      |      |
| 23    | DEF   | Naomichi Ueda    |      |
| 3     | DEF   | Gen Shōji        |      |
| 16    | DEF   | Shūto Yamamoto   |      |
| 25    | MED   | Yasushi Endō     | 102' |
| 10    | MED   | Gaku Shibasaki   |      |
| 40    | MED   | Mitsuo Ogasawara | 67'  |
| 6     | MED   | Ryōta Nagaki     | 114' |
| 33    | DEL   | Mū Kanazaki      |      |
| 8     | DEL   | Shōma Doi        | 88'  |
| D. T. | D. T. | Masatada Ishii   |      |

| 22 | MED | Isco Alarcón    | 81'  |
| 16 | MED | Mateo Kovačić   | 106' |
| 6  | DEF | Nacho Fernández | 108' |
| 21 | DEL | Álvaro Morata   | 112' |

| 11 | MED | Fabrício dos Santos | 67'  |
| 34 | DEL | Yūma Suzuki         | 88'  |
| 24 | DEF | Yukitoshi Itō       | 102' |
| 18 | DEL | Shūhei Akasaki      | 114' |

| 9' · 60' · 98' · 104' | Karim Benzema Cristiano Ronaldo | 1 - 0 2 - 2 3 - 2 4 - 2 |

| 44' · 52' | Gaku Shibasaki | 1 - 1 1 - 2 |

| 55' · 100' · 102' | Sergio Ramos Dani Carvajal Carlos Casemiro |

| 58' · 93' | Shuto Yamamoto Fabrício dos Santos |

| Principal  | Janny Sikazwe     |
| Asistentes | Marwa Range       |
|            | Jerson dos Santos |
| Cuarto     | Viktor Kassai     |
| Quinto     | György Ring       |

| Asistentes VAR | Danny Makkelie |
|                | Damir Skomina  |

|                    |     |     |
| Tiros              | 30  | 11  |
| Tiros a puerta     | 12  | 5   |
| Faltas             | 17  | 19  |
| Saques de esquina  | 14  | 6   |
| Fueras de juego    | 2   | 4   |
| Posesión del balón | 59% | 41% |

| Alineación inicial |

| 1     | POR   | Keylor Navas      |      |
| 2     | DEF   | Dani Carvajal     |      |
| 5     | DEF   | Raphaël Varane    |      |
| 4     | DEF   | Sergio Ramos      | 108' |
| 12    | DEF   | Marcelo Vieira    |      |
| 14    | MED   | Carlos Casemiro   |      |
| 19    | MED   | Luka Modrić       | 106' |
| 8     | MED   | Toni Kroos        |      |
| 17    | DEL   | Lucas Vázquez     | 81'  |
| 9     | DEL   | Karim Benzema     |      |
| 7     | DEL   | Cristiano Ronaldo | 112' |
| D. T. | D. T. | Zinedine Zidane   |      |

| 21    | POR   | Hitoshi Sogahata |      |
| 22    | DEF   | Daigo Nishi      |      |
| 23    | DEF   | Naomichi Ueda    |      |
| 3     | DEF   | Gen Shōji        |      |
| 16    | DEF   | Shūto Yamamoto   |      |
| 25    | MED   | Yasushi Endō     | 102' |
| 10    | MED   | Gaku Shibasaki   |      |
| 40    | MED   | Mitsuo Ogasawara | 67'  |
| 6     | MED   | Ryōta Nagaki     | 114' |
| 33    | DEL   | Mū Kanazaki      |      |
| 8     | DEL   | Shōma Doi        | 88'  |
| D. T. | D. T. | Masatada Ishii   |      |

| 22 | MED | Isco Alarcón    | 81'  |
| 16 | MED | Mateo Kovačić   | 106' |
| 6  | DEF | Nacho Fernández | 108' |
| 21 | DEL | Álvaro Morata   | 112' |

| 11 | MED | Fabrício dos Santos | 67'  |
| 34 | DEL | Yūma Suzuki         | 88'  |
| 24 | DEF | Yukitoshi Itō       | 102' |
| 18 | DEL | Shūhei Akasaki      | 114' |

| 9' · 60' · 98' · 104' | Karim Benzema Cristiano Ronaldo | 1 - 0 2 - 2 3 - 2 4 - 2 |

| 44' · 52' | Gaku Shibasaki | 1 - 1 1 - 2 |

| 55' · 100' · 102' | Sergio Ramos Dani Carvajal Carlos Casemiro |

| 58' · 93' | Shuto Yamamoto Fabrício dos Santos |

| Principal  | Janny Sikazwe     |
| Asistentes | Marwa Range       |
|            | Jerson dos Santos |
| Cuarto     | Viktor Kassai     |
| Quinto     | György Ring       |

| Asistentes VAR | Danny Makkelie |
|                | Damir Skomina  |

|                    |     |     |
| Tiros              | 30  | 11  |
| Tiros a puerta     | 12  | 5   |
| Faltas             | 17  | 19  |
| Saques de esquina  | 14  | 6   |
| Fueras de juego    | 2   | 4   |
| Posesión del balón | 59% | 41% |

| Alineación inicial |

| 1     | POR   | Keylor Navas      |      |
| 2     | DEF   | Dani Carvajal     |      |
| 5     | DEF   | Raphaël Varane    |      |
| 4     | DEF   | Sergio Ramos      | 108' |
| 12    | DEF   | Marcelo Vieira    |      |
| 14    | MED   | Carlos Casemiro   |      |
| 19    | MED   | Luka Modrić       | 106' |
| 8     | MED   | Toni Kroos        |      |
| 17    | DEL   | Lucas Vázquez     | 81'  |
| 9     | DEL   | Karim Benzema     |      |
| 7     | DEL   | Cristiano Ronaldo | 112' |
| D. T. | D. T. | Zinedine Zidane   |      |

| 21    | POR   | Hitoshi Sogahata |      |
| 22    | DEF   | Daigo Nishi      |      |
| 23    | DEF   | Naomichi Ueda    |      |
| 3     | DEF   | Gen Shōji        |      |
| 16    | DEF   | Shūto Yamamoto   |      |
| 25    | MED   | Yasushi Endō     | 102' |
| 10    | MED   | Gaku Shibasaki   |      |
| 40    | MED   | Mitsuo Ogasawara | 67'  |
| 6     | MED   | Ryōta Nagaki     | 114' |
| 33    | DEL   | Mū Kanazaki      |      |
| 8     | DEL   | Shōma Doi        | 88'  |
| D. T. | D. T. | Masatada Ishii   |      |

| 22 | MED | Isco Alarcón    | 81'  |
| 16 | MED | Mateo Kovačić   | 106' |
| 6  | DEF | Nacho Fernández | 108' |
| 21 | DEL | Álvaro Morata   | 112' |

| 11 | MED | Fabrício dos Santos | 67'  |
| 34 | DEL | Yūma Suzuki         | 88'  |
| 24 | DEF | Yukitoshi Itō       | 102' |
| 18 | DEL | Shūhei Akasaki      | 114' |

| 9' · 60' · 98' · 104' | Karim Benzema Cristiano Ronaldo | 1 - 0 2 - 2 3 - 2 4 - 2 |

| 44' · 52' | Gaku Shibasaki | 1 - 1 1 - 2 |

| 55' · 100' · 102' | Sergio Ramos Dani Carvajal Carlos Casemiro |

| 58' · 93' | Shuto Yamamoto Fabrício dos Santos |

| Principal  | Janny Sikazwe     |
| Asistentes | Marwa Range       |
|            | Jerson dos Santos |
| Cuarto     | Viktor Kassai     |
| Quinto     | György Ring       |

| Asistentes VAR | Danny Makkelie |
|                | Damir Skomina  |

|                    |     |     |
| Tiros              | 30  | 11  |
| Tiros a puerta     | 12  | 5   |
| Faltas             | 17  | 19  |
| Saques de esquina  | 14  | 6   |
| Fueras de juego    | 2   | 4   |
| Posesión del balón | 59% | 41% |

| Alineación inicial |

| 1     | POR   | Keylor Navas      |      |
| 2     | DEF   | Dani Carvajal     |      |
| 5     | DEF   | Raphaël Varane    |      |
| 4     | DEF   | Sergio Ramos      | 108' |
| 12    | DEF   | Marcelo Vieira    |      |
| 14    | MED   | Carlos Casemiro   |      |
| 19    | MED   | Luka Modrić       | 106' |
| 8     | MED   | Toni Kroos        |      |
| 17    | DEL   | Lucas Vázquez     | 81'  |
| 9     | DEL   | Karim Benzema     |      |
| 7     | DEL   | Cristiano Ronaldo | 112' |
| D. T. | D. T. | Zinedine Zidane   |      |

| 21    | POR   | Hitoshi Sogahata |      |
| 22    | DEF   | Daigo Nishi      |      |
| 23    | DEF   | Naomichi Ueda    |      |
| 3     | DEF   | Gen Shōji        |      |
| 16    | DEF   | Shūto Yamamoto   |      |
| 25    | MED   | Yasushi Endō     | 102' |
| 10    | MED   | Gaku Shibasaki   |      |
| 40    | MED   | Mitsuo Ogasawara | 67'  |
| 6     | MED   | Ryōta Nagaki     | 114' |
| 33    | DEL   | Mū Kanazaki      |      |
| 8     | DEL   | Shōma Doi        | 88'  |
| D. T. | D. T. | Masatada Ishii   |      |

| 22 | MED | Isco Alarcón    | 81'  |
| 16 | MED | Mateo Kovačić   | 106' |
| 6  | DEF | Nacho Fernández | 108' |
| 21 | DEL | Álvaro Morata   | 112' |

| 11 | MED | Fabrício dos Santos | 67'  |
| 34 | DEL | Yūma Suzuki         | 88'  |
| 24 | DEF | Yukitoshi Itō       | 102' |
| 18 | DEL | Shūhei Akasaki      | 114' |

| 9' · 60' · 98' · 104' | Karim Benzema Cristiano Ronaldo | 1 - 0 2 - 2 3 - 2 4 - 2 |

| 44' · 52' | Gaku Shibasaki | 1 - 1 1 - 2 |

| 55' · 100' · 102' | Sergio Ramos Dani Carvajal Carlos Casemiro |

| 58' · 93' | Shuto Yamamoto Fabrício dos Santos |

| Principal  | Janny Sikazwe     |
| Asistentes | Marwa Range       |
|            | Jerson dos Santos |
| Cuarto     | Viktor Kassai     |
| Quinto     | György Ring       |

| Asistentes VAR | Danny Makkelie |
|                | Damir Skomina  |

|                    |     |     |
| Tiros              | 30  | 11  |
| Tiros a puerta     | 12  | 5   |
| Faltas             | 17  | 19  |
| Saques de esquina  | 14  | 6   |
| Fueras de juego    | 2   | 4   |
| Posesión del balón | 59% | 41% |

| Alineación inicial |

|                                                                       |
| Bandera de España                                                     |
| Campeón Real Madrid C. F.                                             |
| 2.do título 5.to título mundial considerando la Copa Intercontinental |

## Estadísticas

### Tabla de rendimiento
En negrita el equipo campeón.
| Pos | Club                   | Puntos | PJ | PG | PE | PP | GF | GC | Dif. | Rend. |
| --- | ---------------------- | ------ | -- | -- | -- | -- | -- | -- | ---- | ----- |
| 1   | Real Madrid            | 6      | 2  | 2  | 0  | 0  | 6  | 2  | +4   | 100%  |
| 2   | Kashima Antlers        | 9      | 4  | 3  | 0  | 1  | 9  | 5  | +4   | 67%   |
| 3   | Atlético Nacional      | 1      | 2  | 0  | 1  | 1  | 2  | 5  | -3   | 17%   |
| 4   | Club América           | 4      | 3  | 1  | 1  | 1  | 4  | 5  | -1   | 44%   |
| 5   | Jeonbuk Hyundai Motors | 3      | 2  | 1  | 0  | 1  | 5  | 3  | +2   | 50%   |
| 6   | Mamelodi Sundowns      | 0      | 2  | 0  | 0  | 2  | 1  | 6  | -5   | 0%    |
| 7   | Auckland City          | 0      | 1  | 0  | 0  | 1  | 1  | 2  | -1   | 0%    |

### Tabla de goleadores
Al goleador le corresponde la Bota de oro del campeonato, al segundo goleador la Bota de plata y al tercero la Bota de bronce.
| Jugador                       | Equipo                 | Anotado | Minutos jugados |
| ----------------------------- | ---------------------- | ------- | --------------- |
| Cristiano Ronaldo             | Real Madrid            | 4       | 202'            |
| Karim Benzema                 | Real Madrid            | 2       | 200'            |
| Mū Kanazaki                   | Kashima Antlers        | 2       | 212'            |
| Kim Bo-kyung                  | Jeonbuk Hyundai Motors | 2       | 180'            |
| Silvio Romero                 | América                | 2       | 160'            |
| Yasushi Endō                  | Kashima Antlers        | 2       | 262'            |
| Gaku Shibasaki                | Kashima Antlers        | 2       | 390'            |
| Shōma Doi                     | Kashima Antlers        | 1       | 270'            |
| Yūma Suzuki                   | Kashima Antlers        | 1       | 12'             |
| Michael Arroyo                | América                | 1       | 185'            |
| Lee Jong-ho                   | Jeonbuk Hyundai Motors | 1       | 78'             |
| Kim Dae-Wook                  | Auckland City          | 1       | 90'             |
| Kim Shin-wook                 | Jeonbuk Hyundai Motors | 1       | 102'            |
| Alejandro Guerra              | Atlético Nacional      | 1       | 108'            |
| Shūhei Akasaki                | Kashima Antlers        | 1       | 174'            |
| Percy Tau                     | Mamelodi Sundowns      | 1       | 180'            |
| Oribe Peralta                 | América                | 1       | 241'            |
| Actualizado a fin de edición. |                        |         |                 |

### Jugadores con tres o más goles en un partido
| Pos. | Jugador           | Goles | Fecha                   | Local       |                   | Resultado |                  | Visitante       | Reporte                                                   |
| ---- | ----------------- | ----- | ----------------------- | ----------- | ----------------- | --------- | ---------------- | --------------- | --------------------------------------------------------- |
| 1    | Cristiano Ronaldo | 3     | 18 de diciembre de 2016 | Real Madrid | Bandera de España | 4 - 2     | Bandera de Japón | Kashima Antlers | Final Archivado el 24 de mayo de 2018 en Wayback Machine. |

### Premio Fair Play
El premio Fair Play de la FIFA se lo otorga al equipo participante que haya logrado el juego más limpio en el campeonato.
| Equipo          |
| Kashima Antlers |
| --------------- |

### PremioAlibaba E-Auto
El Premio Alibaba E-Auto es entregado al mejor jugador de la final.
| Jugador           | Equipo      |
| Cristiano Ronaldo | Real Madrid |
| ----------------- | ----------- |

### Balones de Oro, Plata y BronceAdidas
El Balón de Oro Adidas es un reconocimiento entregado por la firma alemana de indumentaria patrocinante del Mundial de Clubes, para el mejor jugador de la final. Asimismo, también son entregados los Balones de Plata y Bronce para los considerados segundo y tercero mejores jugadores de la final, respectivamente.
| Jugador           | Equipo          |
| ----------------- | --------------- |
| Cristiano Ronaldo | Real Madrid     |
| Luka Modrić       | Real Madrid     |
| Gaku Shibasaki    | Kashima Antlers |